# بحر متوسطي
في علم المحيطات، البحر المتوسطي هو بحر مغلق في الغالب، وتبادل المياه فيه مع المحيطات الخارجية محدود، ويعتمد دوران المياه فيه على الملوحة واختلاف درجات الحرارة وليس على الرياح أو المد والجزر.   على سبيل المثال، يقع البحر الأبيض المتوسط الذي يحمل نفس الاسم في محيط شبه كامل بين أفريقيا وآسيا وأوروبا.

## قائمة البحار المتوسطية حسب المحيط

### المحيط الأطلسي
- المحيط المتجمد الشمالي [3]
- البحر الأبيض المتوسط الأمريكي (مزيج من البحر الكاريبي وخليج المكسيك) [4]
- خليج بافن [5]
- بحر البلطيق
- البحر الأبيض المتوسط (بما في ذلك البحر الأدرياتيكي وبحر إيجه (بما في ذلك بحر كريت والبحر التراقي) وبحر البوران وبحر البليار والبحر الأسود والبحر الأيوني والبحر الليغوري وبحر آزوف وبحر مرمرة ، والبحر التيراني)

### المحيط الهندي
- الخليج العربي
- البحر الأحمر [6]

### المحيط الهادي
- البحر المتوسط الأسترالي (بما في ذلك بحر باندا وبحر جاوة وبحر سولاويزي وبحر سولو) [6]

## قائمة البحار المتوسطية حسب النوع
هناك نوعان من البحار المتوسطية:

### حوض التركيز
تتمتع أحواض التركيز بملوحة أعلى من المحيط الخارجي بسبب التبخر، ويتكون تبادل المياه فيها من تدفق المياه المحيطية الأكثر نضارة في الطبقة العليا وتدفق المياه المتوسطية الأكثر ملوحة في الطبقة السفلى من القناة المتصلة.
- البحر الأبيض المتوسط (حوض تركيز ككل، ولكن البحر الأدرياتيكي والبحر الأسود هما حوضان للتخفيف (انظر أدناه) بسبب نهر بو ونهر الدانوب ونهر الدنيبر ونهر الدون على التوالي)
- الخليج العربي
- البحر الأحمر [7]

### حوض التخفيف
تتمتع أحواض التخفيف بملوحة أقل بسبب مكاسب المياه العذبة مثل الأمطار والأنهار، ويتكون تبادل المياه فيها من تدفق مياه البحر المتوسطي الأكثر نضارة في الطبقة العليا وتدفق المياه المحيطية الأكثر ملوحة في الطبقة السفلى من القناة. قد لا يكون تجديد المياه العميقة كافياً لتزويد القاع بالأكسجين.
- البحر الأدرياتيكي
- البحر المتوسط الأمريكي
- المحيط المتجمد الشمالي
- البحر المتوسط الأسترالي
- خليج بافن
- بحر البلطيق
- البحر الأسود

## الاستثناءات
- خليج هدسون ضحل للغاية لدرجة أنه يعمل مثل مصب ضخم. [8]
- بما أن بحر اليابان يحتوي على قنوات ضحلة وأحواض عميقة، فإنه يمكن أن يشكل بحرًا متوسطيًا، ولكن التيارات القوية القادمة من المحيط الهادئ تمنعه من الحصول على دورة مياه مستقلة.